# جايسون فرازير
جايسون فرازير (بالإنجليزية: Jason Fraser)‏ هو لاعب اتحاد الرغبي جنوب أفريقي، ولد في 15 أبريل 1991 في Amanzimtoti ‏ في جنوب أفريقيا.